# Castino
Castino är en ort och kommun i provinsen Cuneo i regionen Piemonte i Italien. Kommunen hade 486 invånare (2018).